# 御着站
御着站（日语：／ Gochaku eki */?）是位於兵庫縣姬路市御國野町御着，西日本旅客鐵道（JR西日本）山陽本線（JR神戶線）的車站。車站編號為JR-A83。

## 歷史
- 1900年（明治33年）4月18日 - 山陽鐵道阿彌陀站（現時為曾根站）至姬路站之間開設此站[1]。為旅客車站。
- 1906年（明治39年）12月1日 - 山陽鐵道國有化（日语：鉄道国有法），成為官設鐵道車站。
- 1987年（昭和62年）4月1日 - 伴隨國鐵分割民營化，車站由西日本旅客鐵道（JR西日本）、日本貨物鐵道（JR貨物）營運。
- 1988年（昭和63年）3月13日 - 制定路線別名「JR神戶線」。
- 1995年（平成7年）
  - 1月17日 - 發生阪神大地震，此站暫停營業。
  - 1月18日 - 西明石站至姬路站之間重開，此站重新營業。
- 1997年（平成9年）2月16日 - 引入JR神戶線標準進站音樂「細波」。
- 2003年（平成15年）11月1日 - 此站可以使用IC卡ICOCA[2]。
- 2006年（平成18年）10月1日 - 引入JR京都・神戶線運行管理系統（日语：アーバンネットワーク運行管理システム#JR京都・神戸線システム）。
- 2007年（平成19年）
  - 3月18日 - 更新車站自動廣播（日语：駅自動放送）。
  - 5月13日 - 升降機開始使用。
- 2015年（平成27年）
  - 3月12日 - 進站警告聲停止使用，進站音樂改為JR神戶線標準「細波」音質變更版[3]。
  - 3月13日 - 當日起綠色窗口結束營運。
  - 3月14日 - 當日起開設綠色售票機（日语：みどりの券売機）。
- 2016年（平成28年）3月26日 - 日本貨物鐵道（JR貨物）開始在此站起卸貨物。
- 2018年（平成30年）3月17日 - 引入車站編號並開始使用[4]。

## 車站構造
車站是一座地面車站，設有1面1線的單式月台和1面2線的島式月台，合計為2面3線的混合式月台。兩月台之間設有跨線橋連接。1號月台為上行本線，3號月台為下行本線，2號月台為上下行共用的待避線（中線）。在2015年3月14日，2號月台的東邊路軌斷開（成為死路）。隨後2號月台進行月台延長工程，最後在2016年3月26日重新連接路軌，再次投入服務。此外，在1號月台北邊設有短的留置線。
此站位於都市網絡範圍內。此站可使用ICOCA與互相使用的IC卡。此站為直營車站，設有站長，由姬路站管理。

### 月台
| 月台 | 路線     | 方向 | 目的地             | 備註            |
| ---- | -------- | ---- | ------------------ | --------------- |
| 1    | JR神戶線 | 上行 | 三之宮、大阪方向   | 部分使用2號月台 |
| 2、3 | JR神戶線 | 下行 | 姬路、播州赤穗方向 |                 |

- 以上的路線名是使用旅客資訊上的名稱（別名、愛稱）。
- 在2016年3月26日時間表修正起，早上繁忙時間設有列車於2號月台等待新快速、特急列車通過。另外，此站設有定期貨物列車進站[5]。而在時間表混亂時，會設有列車於此站臨時折返與臨時停站。在姫路站播但線、姬新線月台位於地面時，在早上繁忙時段，於播但線行走的221系（日语：JR西日本221系電車）會經過此站並折返往網干綜合車輛所。
- 車站西邊設有姬路新幹線維護路軌區的引込線，該線用作運送路軌用。在2016年時間表修正中，運送路軌的列車會在2號月台停站，然後進入該該引込線[6]。同時，也設有高速貨物列車來往北九州貨物總站（日语：北九州貨物ターミナル駅）[7]。在維護路軌區中部分路軌設有在來線與新幹線的路軌（雙軌距）。
- 在2005年（平成17年）3月1日，姬路別所站啟用，在2016年（平成28年）3月26日，東姬路站啟用。鄰近兩站為JR成立後啟用的車站[8]。

### 時間表
在日間時段（早上11至下午3時時段）中，每小時會有2班（約30分一班）列車。在早晚時段會設有每小時4班（每15分一班）。
在三之宮、大阪方向的上行班次中，除了部分班次（早上5、6時時段與晚上9時時段）外，均可於加古川站轉乘新快速。而這些班次會在西明石站轉變列車類別為快速。在晚上10至11時段只有前往西明石的普通列車。在姬路方向的下行班次中，大部分前往姬路或網干，在早上和晚上有少許班次前往上郡或直通至赤穗線的播州赤穗。

### 曾經連接的路線
在姬路市白濱町附近設有陸軍砲兵工廠姬路白濱製造所，當時設有專用線（白濱鐵道）連接該處。
在第二次世界大戰後，在國會請願把該路線由大藏省管理的轉為由運輸省管理，並復活成為貨物線。

## 使用狀況
根據《兵庫縣統計書》，在2018年（平成30年）度1日平均乘車人次為2,892人。
以下為車站近年1日平均上車人次：
| 年度   | 1日平均 上車人次 |
| ------ | ---------------- |
| 2000年 | 3,248            |
| 2001年 | 3,185            |
| 2002年 | 3,106            |
| 2003年 | 3,133            |
| 2004年 | 3,116            |
| 2005年 | 2,836            |
| 2006年 | 2,767            |
| 2007年 | 2,768            |
| 2008年 | 2,696            |
| 2009年 | 2,601            |
| 2010年 | 2,585            |
| 2011年 | 2,601            |
| 2012年 | 2,610            |
| 2013年 | 2,744            |
| 2014年 | 2,716            |
| 2015年 | 2,748            |
| 2016年 | 2,756            |
| 2017年 | 2,827            |
| 2018年 | 2,892            |

## 車站周邊
- 御着郵局（日语：御着郵便局）
- 港銀行（日语：みなと銀行）御着分店
- 姬路信用金庫（日语：姫路信用金庫）御着分店
- 播磨國分寺遺蹟（日语：播磨国分寺跡）
- 檀場山古墳
- 御着城（日语：御着城）遺蹟
- 黑田重隆（日语：黒田重隆）廟所
- 御着南山公園
- 御着四郷皮革協同組合
- 西御着綜合中心、皮革資料室
- 國道2號
- 國道312號（日语：国道312号）

## 巴士路線
- 神姬巴士（日语：神姫バス）「御着站前」巴士站（車站北邊，國道2號上）
  - 21系統 經一丁町 前往姬路站／鹿嶋神社（日语：鹿嶋神社）
  - 22系統 經一丁町 前往姬路站／經別所站 前往夕陽丘（設有班次以別所站為終站，設有班次不經別所站）

## 相鄰車站
西日本旅客鐵道
 JR神戶線（山陽本線）
■新快速
通過
■普通（西明石站以東為快速列車班次）
姬路別所（JR-A82）（姬路貨運站）－御着（JR-A83）－東姬路（JR-A84）

## 外部連結
- 御着｜車站資訊：JR出門網 - 西日本旅客鐵道